# Saugnac-et-Cambran

Saugnac-et-Cambran este o comună în departamentul Landes din sud-vestul Franței. În 2009 avea o populație de 1.583 de locuitori.

## Evoluția populației
| An        | 1975 | 1982  | 1990  | 1999  | 2006  | 2009  |
| --------- | ---- | ----- | ----- | ----- | ----- | ----- |
| Populație | 941  | 1.011 | 1.253 | 1.269 | 1.390 | 1.583 |